# Повіт Токаті
Пові́т Тока́ті (яп. 十勝郡, とかちぐん, МФА: [tokat͡ɕi guɴ]) — повіт в Японії, в окрузі Токаті префектури Хоккайдо. 